# Сальников Андрій Володимирович
Андрій Володимирович Сальников (рос. Андрей Владимирович Сальников; 11 січня 1986, м. Магнітогорськ, СРСР) — російський хокеїст, лівий нападник. Виступає за «Іжсталь» (Іжевськ) у Вищій хокейній лізі. 
Вихованець хокейної школи «Металург» (Магнітогорськ). Виступав за ХК «Гомель», «Нафтовик» (Леніногорськ), «Металург» (Сєров), «Южний Урал» (Орськ), ХК «Рязань», «Аріада-Акпарс» (Волжськ), «Кристал» (Саратов). 